# Diem (kryptovaluta)

Föreslagen logotyp.

Libra är en privat kontrollerad, digital kryptovaluta som tillsammans med några andra företag föreslagits av Facebook. Valutan och tillhörande nätverk finns ännu inte, och bara en enklare experimentell kod har släppts inför lanseringen som planeras under 2020.[uppföljning saknas] Projektet, valutan och transaktionerna ska hanteras och kryptografiskt anförtros Libra Association, en medlemsorganisation för företag inom betalningstjänst, teknik, telekommunikation, online marketing och riskkapital och ideella organisationer.

## Historik
Man började arbeta med kryptovaluta och blockkedjor inom Facebook 2017. En ny blockkedjedivision inrättades i maj 2018 och de första rapporterna om Facebooks planer på en kryptovaluta dök upp några dagar senare. I februari 2019 var det mer än 50 ingenjörer som arbetade med projektet.
Bekräftelse på att Facebook avsåg att etablera en kryptovaluta kom först i maj 2019 och denna blev känd som "GlobalCoin" eller "Facebook Coin". Benämningen Libra tillkännagavs formellt den 18 juni 2019 och som upphovsmän angavs Morgan Beller, David Marcus och Kevin Weil (Calibras produktdirektör). En första version är planerad att släppas under 2020.
[uppföljning saknas]
I ett möte med demokratiska ledare i senaten den 18 september 2019 meddelade Facebooks verkställande direktör Mark Zuckerberg till lagstiftare att Libra inte skulle lanseras någonstans i världen utan att först ha fått godkännande från USA:s tillsynsmyndigheter. PayPal lämnade Libra Association den 4 oktober 2019. eBay, Mastercard, Stripe, Visa och Mercado Pago följde den 11 oktober, och Bookings Holdings den 14 oktober.

## Valutasäkring
Planen är att Libra-valutan ska stödjas av finansiella tillgångar i form av en korg med valutor, och amerikanska statspapper med avsikt att undvika volatilitet. Facebook har meddelat att var och en av partnerna kommer att initial sätta in 10 miljoner USD, så Libran har fullt tillgångsstöd den dagen den öppnar. 
Medlemmarna inom Libra Association, kommer att skapa nya valutaenheter baserat på efterfrågan. Dessa kommer sedan att makuleras efter hand som de löses in mot konventionell valuta.
Inledande avstämning av transaktioner kommer att utföras hos varje servicepartner, och den blockkedjedistribuerade huvudboken kommer att användas för avstämning mellan servicepartner. Avsikten är att hjälpa till att förhindra att andra än medlemmarna i Libra Association försöker utvinna och analysera data från den distribuerade huvudboken.
Till skillnad från kryptovalutor som bitcoin, som använder öppna blockkedjor är Libra inte decentraliserad och förlitar sig på Libra Association som en ”de facto centralbank". I september 2019 tillkännagav Facebook att korgen av reserver skulle bestå av 50 procent amerikanska dollar, 18 procent euro, 14 procent japanska yen, 11 procent brittiska pund och 7 procent Singapore dollar.

## Internationella reaktioner
Projekt Libra har ställts inför kritik och motstånd från centralbanker. Användningen av kryptovaluta och blockkedjor för genomförandet har ifrågasatts.
Amerikanska tillsynsmyndigheter och politiker uttryckte sin oro när projektet offentliggjordes i mitten av 2019. US House Committee for Financial Services Democrats skickade ett brev till Facebook där man bad företaget att stoppa utvecklingen av Libra, med hänvisning till oro för privatliv, nationell säkerhet, handel och penningpolitik. Krav restes också på en fullständig överblick över hur Libra skulle passa in i medlemsföretagens program för att uppfylla hinder för penningtvätt.
I september 2019 uttalade den franska finansministern Bruno Le Maire att nationen inte kommer att tillåta utveckling av kryptovalutor i Europa eftersom det är ett hot mot nationernas monetära suveränitet. Han talade också om potentialen för missbruk av marknadsdominerande dominans och systemiska ekonomiska risker som skäl för att inte tillåta kryptovaluta i Europa.
Bank of Englands guvernör Mark Carney sade att det fanns ett behov av att hålla ett "öppet sinne" om ny teknik för penningöverföringar, men "allt som fungerar i denna värld kommer omedelbart att bli systemiskt och måste underkastas de strängaste reglerna för reglering."
Den tyska parlamentsledamoten Markus Ferber varnade för att Facebook skulle kunna bli en skuggbank.
Japans regering har påbörjat processen att utreda Libra och göra en analys av effekten på Japans monetära politik och finansiella regler. Detta skulle göras före Group of Seven-mötet i Frankrike mellan 24 och 26 augusti 2019.
Den 16 september 2019 träffade representanter från Libra-konsortiet, inklusive JP Morgan och Facebook, tjänstemän från 26 centralbanker, inklusive Federal Reserve och Bank of England, i Basel, Schweiz under ordförandeskap av Europeiska centralbankens styrelseledamot Benoît Cœuré, en uttalad Librakritiker.

## Implementering
Libra kommer inte att förlita sig på utgrävning av valuta. Endast medlemmar i Libra Association kommer att kunna behandla transaktioner via den tillåtna blockkedjan. Valutan är tänkt att kunna börja övergå till en villkorslös betalningsmodell inom fem år, även om deras egna dokument medger att någon lösning ännu inte finns "som kan leverera den omfattning, stabilitet och säkerhet som krävs för att betjäna miljarder människor och transaktioner över hela världen genom ett tillåtet nätverk."
Även om något fungerande säkert program inte kunnat presenteras planerar Facebook att öppna en digital plånbok kallad Calibra år 2020, tillgänglig i Messenger, WhatsApp, samt i en fristående app.
[uppföljning saknas]